# История Матуа
В мощных культурных слоях острова Матуа был обнаружен самый северный пункт распространения так называемой шнуровой керамики, являющейся археологическим свидетельством проникновения сюда неолитической культуры «Дзёмон».
В 2000, 2009 и 2017 годах российские учёные-археологи обнаружили на острове остатки айнских поселений и ряд артефактов в бухтах Айну и Двойная соответственно. Археологическая группа экспедиции обнаружила более ста котлованов от древних жилищ, предварительная датировка которых — 2,5 — 3 тысячи лет.
Остров Матуа впервые был обозначен на японской карте в 1644 году.

## В составе Российской империи
К 1736 году местные айны приняли православие и вошли в российское подданство путём уплаты ясака камчатским сотникам.
В ходе Второй Камчатской экспедиции на острове в 1756—1757 годах удачно перезимовал Андреян Юрлов. Он был ещё гардемарином, когда принял участие в 1735 году в первых походах Второй Камчатской экспедиции. На пакетботе «Святой Павел» под началом Алексея Чирикова описывал берега Камчатки. Поэтому не случайно мыс на юге Матуа носит имя Юрлова (на картах название надолго закрепилось в перевранном виде — Орлова).
В 1760 году было описано первое крупное извержение вулкана на острове. С тех пор их было не менее десяти.
В 1767 году остров вновь посетили русские казаки.
В 1760-х посланник камчатской администрации сотник Иван Чёрный заложил традицию порядкового исчисления островов и кучно расположенных субархипелагов Курильской гряды от Камчатки до Японии. Поэтому во времена гидрографических описаний конца XVIII — начала XIX века остров также имел номерное обозначение в составе Курильской гряды — Двенадцатый.
Остров описан под названием Мутова или Матоуса у Г.И. Шелихова в его «Путешествии г. Шелехова с 1783 по 1790 год из Охотска по Восточному Океану к Американским берегам...»:

Мутова или Матоуса остров, отстоит от вышеписанного на 45 верст; длины и ширины имеет на 30 верст. На полуденной его стороне есть превысокая дымящаяся сопка, которая часто выметает горячие каменья; а к Северному концу увалы и равные места, на которых, равно как и в полях, ростут травы: сладкая, Шеламойник, Кутагарник, Кислица, щавельная и других родов, и как на других островах, разные сараны. Сверьх сего на сем острове ростет трава выше человека, дудка у нее толстая; на верьху лист круглой и широкой, на подобие шляпы, так, что человека в оной находящегося, ни какой дождь промочить не может. Лес на сем острове мелкой Ольховник, Кедровник и Рябинник; из зверей водятся одни лисицы; песчаные берега сего острова изобилуют бухтами и байдарными пристаньми. Около острова водятся Бобры и Нерпы, и для промыслу их приезжают теже Курильцы, которые промышляют на предъописанных островах. По утесам сего острова плодится довольно всяких птиц. Рек рыбных со всем нет. Возле острова сего лежит другой низменной без хребтов, на котором ростет всякая трава, и птиц морских не малое число, а Гуси линяют на месте сем, где Курильцы их промышляют и сушат. На сем острове ясашных 63 человека, жен 85, детей мужеска полу 14, женска 28.
В 1813 году на остров прибыла первая русская научная экспедиция.
Автохтонное население Матуа никогда не было особо многочисленным. Русская опись 1831 года учла на острове лишь 15 постоянных жителей, хотя тогда в это число часто включали лишь взрослых мужчин.

## В составе Японии
Симодский трактат 1855 года признал права Российской империи на остров, однако в 1875 году он, как и все находившиеся под российской властью Курилы, был передан Японии в обмен на признание российских прав на Сахалин.
До 1875 года на острове, на берегу единственного ручья с пресной водой, находилась деревня айнов, которые по решению японских властей были переселены на южные острова Курильской гряды с целью их скорейшей ассимиляции. Их общая численность перед переселением на Шикотан доходила до 200 человек. Тем не менее, по некоторым данным, айнское присутствие на острове могло сохраняться до начала XX века.
Согласно административно-территориальному делению Японии остров стал относиться к уезду (гуну) Симусиру (т.е. Симушир в японском произношении), который охватывал не только сам Симушир, но и все острова на север по Курильской цепи до Райкоке. Уезд в свою очередь входил с 1876 по 1882 год в состав провинции Тисима под управлением Комиссии по колонизации Хоккайдо; с 1882 до 1886 года — в состав префектуры Нэмуро, после — префектуры Хоккайдо.
В начале XX века японцы оборудовали на Матуа рыболовные станы, звероводческий питомник (песцы и лисы), станцию по охране котиков (морской заповедник). Был построен сторожевой пост, метеостанция, синтоистский храм Мацува дзиндзя.
Перед Второй мировой войной японцы превратили остров в сильнейший опорный пункт среди других островов Курильской гряды. Они возвели здесь мощнейшую систему фортификационных сооружений, включавшую в себя противотанковые рвы, траншеи, доты и дзоты, подземные коммуникации и галереи. Дзоты были замаскированы под естественные скальные пещеры, обложенные сцементированным диким камнем (или даже листовым железом), рядом высажены цветы.
В одной из береговых скал японцы выдолбили пещеру для укрытия подводной лодки.
Для нужд своих офицеров японцы создали настоящую подземную резиденцию, закамуфлированную в одном из холмов. Её стены были вымощены камнем, а рядом для командного состава были сооружены бассейн и даже подземная баня.
Проложенный японцами высоковольтный кабель и спроектированная ими же система электроснабжения позволяла подавать фортификационным сооружениям ток напряжением до 3 киловольт.
Горючее на остров с 1939 по 1945 год поставляла фашистская Германия.
Гарнизон острова на 1944 год в сумме превышал 7 тысяч человек, на август 1945 года после ряда реорганизаций и передислокации части подразделений в метрополию численность гарнизона острова составляла 3795 человек.
На острове был аэродром с тремя взлётными полосами длиной 1200 м, которые, по одной из легенд, обогревались водами термального источника (на самом деле ни одного термального источника на острове не обнаружено, а каналы, прорытые по периметру взлётных полос, являются водоотводами).
Из других объектов инфраструктуры можно отметить сторожевой пост, метеостанцию и синтоистский храм. Большинство объектов японцы возводили при активном использовании подневольного труда корейцев и китайцев.
С 25 февраля 1944 года по 20 июля 1945 года японские военные объекты острова стали целью ударов ВМС и ВВС Соединённых Штатов Америки.
С 1944 года ВМС США осуществляли морскую блокаду острова. 1 июня 1944 года в районе мыса Юрлова японской береговой артиллерией была потоплена американская подводная лодка USS Herring — ночью-утром 1 июня 1944 года лодка под командованием 32-летнего капитана Дэвида Забриски-младшего смогла подобраться к якорной стоянке у острова в надводном положении, потопила два японских транспорта, но при отходе была обстреляна береговой артиллерией и затонула.

## Переход к СССР
Японский гарнизон острова, 41-й отдельный пехотный полк (командир — полковник Уэда), сложил оружие перед 302-м стрелковым полком 101-й сд РККА 26-27 августа 1945 года, предварительно подорвав часть сооружений. Гарнизон капитулировал без боя, в отличие от гарнизонов Шумшу и Парамушира, что навело российских исследователей на определённые выводы относительно особой секретности коммуникаций острова. Пленные японцы некоторое время находились на острове, потом их переправили частью на Камчатку, а частью на материк[куда?], в лагеря для военнопленных. 302-й стрелковый полк расположился в японских постройках на острове в качестве его нового гарнизона.
Из исторического формуляра 302-го стрелкового полка:

27.08.45 1 СБ, 1 и 2-я роты автоматчиков, полк. ПТР, ИПТБ, минбатарея под общим командованием ком. полка подполковника Говорова, нач. штаба полка майора Полещук, зам. ком. полка по у. части майора Тутунина захватили и оккупировали о. Мацува. Взято пленных: офицеры — 626; солдаты — 3175; в том числе командующий гарнизоном о. Мацува полковник Уэда.

## В составе СССР
После капитуляции Японии включён в состав СССР.
В 1946 году при извержении вулкана Сарычева на Матуа вулканические бомбы прилетали через пролив Двойной (1,6 км) на соседний остров-спутник Топорковый.
После войны в посёлках Сарычево и Губановке были погранзаставы, метеостанция Матуа была одной из лучших в Сахалинской области.
Военная база располагалась на острове весь советский период. В частности подразделение ПВО, в 1960-е оснащённое комплексом П-14.
Указом Президиума Верховного Совета СССР от 2 февраля 1946 года на Курильских островах (в том числе и острове Матуа) и Южном Сахалине была образована Южно-Сахалинская область Хабаровского края РСФСР, 2 января 1947 года упразднённая и включённая в состав Сахалинской области РСФСР.
Во время землетрясения 1952 года под лавиной погибло 16 военнослужащих. На острове расположен бетонный обелиск в память о трагедии.
После распада СССР остров остался в составе Сахалинской области Российской Федерации.

## В составе Российской Федерации

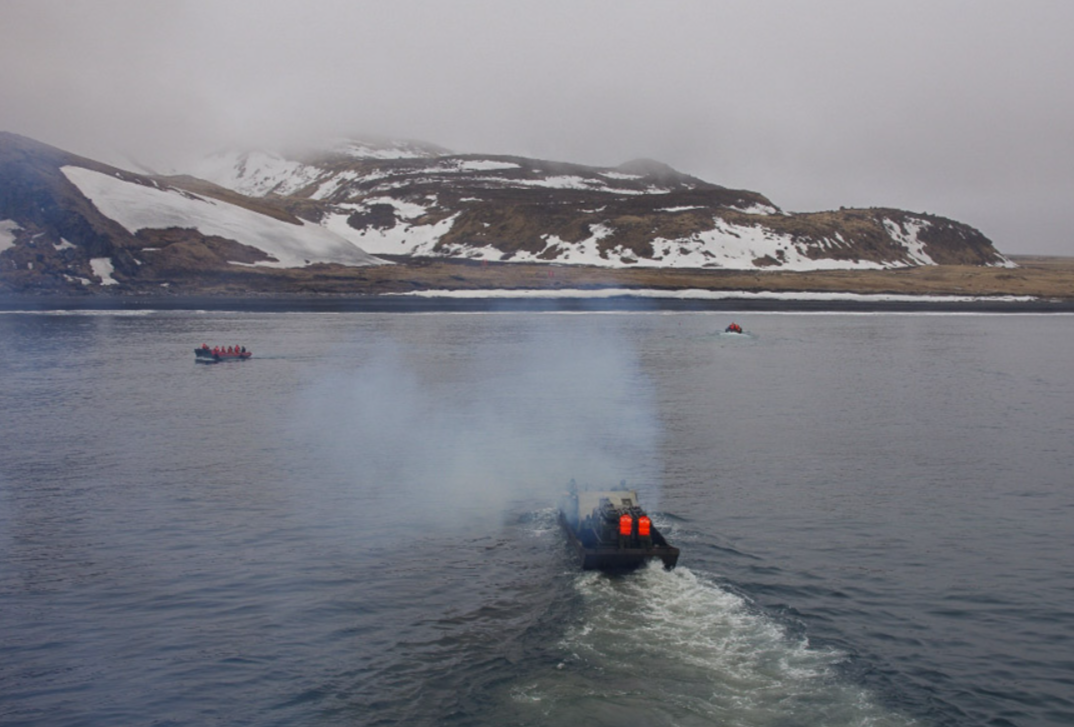
Экспедиция Минобороны России и Русского географического общества на остров Матуа. 2016 год

До 2000 года на острове находилась пограничная застава (пострадала от пожара).
В 2000 году российская военно-морская инфраструктура на острове была законсервирована, и Матуа стал полностью необитаем.
15 ноября 2006 года на Матуа взлилось цунами, высота заплеска которого на берег местами достигала 20 м. В январе следующего, 2007 года, произошёл ещё один взлив цунами. Благодаря временному обезлюдению Матуа после ухода пограничников данное двухразовое сливное землетрясение обошлось без жертв.
Интерес к военно-стратегическому значению острова вновь возрос после масштабных комплексных экспедиций 2016—2017 годов.
7 мая 2016 года из Владивостока на остров Матуа на шести кораблях и судах отправилась крупная научно-исследовательская экспедиция под руководством заместителя командующего ТОФ вице-адмирала Андрея Рябухина в количестве 200 человек, в том числе группа РХБ-контроля, сформированная из специалистов научно-исследовательских организаций войск РХБЗ РФ. К июню 2016 года экспедицией Министерства Обороны РФ и Русского географического общества были обследованы прибрежные и равнинные части острова Матуа, всего 97 исторических объектов.
В июне-августе 2017 года состоялась вторая совместная экспедиция, в которой приняли участие вулканологи, почвоведы, гидрогеологи, ландшафтоведы, гидробиологи, подводники, поисковики и археологи из Москвы, Владивостока, Камчатки и Сахалина. Был сооружён временный аэродром.
Учёные-биологи, собрав и изучив образцы флоры и фауны, выявили около 30 новых для науки видов гидробионтов.
В районе мыса Юрлова на глубине 110 метров была найдена американская подводная лодка USS Herring; лодка лежит на ровном киле, корпус и рубочная надстройка хорошо сохранились, видны пробоины от японских снарядов. Также был идентифицирован затонувший немецкий бронепалубный крейсер «Аугсбург», переданный Японии по репарациям в 1920 году.
В 2021 году военная инфраструктура была расконсервирована и ракетные установки «Бал» и «Бастион» встали на боевое дежурство.
В декабре 2021 года дивизион берегового ракетного комплекса «Бастион» впервые развернут на Матуа. На этом отдалённом острове ракетчики будут нести круглосуточную вахту по контролю за прилегающей акваторией.